# Кубок світу з біатлону 2017—2018 — етап 6
Шостий етап Кубка світу з біатлону 2017—18 відбувався в італійському містечку Антерсельва (німецька назва Антгольц) з 18  по 21 січня 2018 року. До програми етапу було включено 6 гонок:  спринт, гонка переслідування та мас-старт у чоловіків та жінок.

## Призери

### Чоловіки
| Гонка:                 | Золото:                      | Час               | Срібло:               | Час               | Бронза:                   | Час               |
| Спринт 10 км           | Йоганнес Тінгнес Бо Норвегія | 23:19.3 (1+0)     | Мартен Фуркад Франція | 23:32.1 (0+0)     | Арнд Пайффер Німеччина    | 24:01.5 (0+0)     |
| Переслідування 12,5 км | Йоганнес Тінгнес Бо Норвегія | 31:14.4 (0+0+0+0) | Мартен Фуркад Франція | 32:14.9 (1+0+0+0) | Антон Шипулін Росія       | 32:32.8 (1+0+0+0) |
| Мас-старт 15 км        | Мартен Фуркад Франція        | 40:18.6 (0+1+0+1) | Тар'єй Бо Норвегія    | 40:21.4 (1+0+0+1) | Ерленн Б'єнтегор Норвегія | 40:23.7 (0+1+0+1) |

### Жінки
| Гонка:               | Золото:                  | Час               | Срібло:                       | Час               | Бронза:                    | Час               |
| Спринт 7,5 км        | Тіріль Екгофф Норвегія   | 21:05.3 (0+0)     | Лаура Дальмаєр Німеччина      | 21:17.3 (0+0)     | Вероніка Віткова Чехія     | 21:25.9 (0+0)     |
| Переслідування 10 км | Лаура Дальмаєр Німеччина | 29:45.0 (1+0+0+0) | Доротея Вірер Італія          | 30:02.3 (1+0+1+0) | Дарія Домрачева Білорусь   | 30:05.2 (0+1+0+1) |
| Мас-старт 12,5 км    | Дарія Домрачева Білорусь | 40:23.9 (1+0+0+0) | Анастасія Кузьміна Словаччина | 40:35.8 (1+1+0+1) | Кайса Мякяряйнен Фінляндія | 40:40.1 (1+0+2+1) |